# Stehlovice
Stehlovice là một làng thuộc huyện Písek, vùng Jihočeský, Cộng hòa Séc.